# Bismut(III)oxide
Bismut(III)oxide is een oxide van bismut, met als brutoformule Bi2O3. De stof komt voor als een lichtgeel poeder, dat onoplosbaar is in water. Het is een belangrijke verbinding, omdat het een uitgangsstof is voor de bereiding van tal van bismutverbindingen. Bismut(III)oxide komt in de natuur voor als het mineraal bismiet.

## Synthese
Bismut(III)oxide kan bereid worden door oxidatie van zuiver bismut:
{\displaystyle {\ce {4Bi + 3O2 -> 2Bi2O3}}}

## Kristalstructuur
Bismut(III)oxide komt in vier verschillende kristalstructuren voor (een α-, β-, γ- en δ-vorm). De bij kamertemperatuur stabiele variëteit is de monokliene α-vorm. Deze vorm gaat bij verhitting boven 727 °C over in de kubische δ-vorm. Deze structuur blijft behouden tot het smeltpunt van het oxide (824 °C).
Het kristallografisch gedrag van bismut(III)oxide bij het afkoelen van de δ-vorm is redelijk complex. Er kunnen immers twee metastabiele variëteiten gevormd worden: de tetragonale β-vorm en de kubisch ruimtelijk gecentreerde γ-vorm. Deze laatste kan bij kamertemperatuur bestaan, mits zeer trage afkoeling van de δ-vorm. Bij afkoeling van de β-vorm zal steeds de meest stabiele vorm (de α-vorm) ontstaan.
δ-bismut(III)oxide heeft de hoogste bekende elektrische geleidbaarheid: bij 750 °C bedraagt deze ongeveer 1 S/cm.

## Eigenschappen
Bismut(III)oxide is quasi-onoplosbaar in water, maar kan met andere metaaloxiden vaste mengsels vormen. In gesmolten toestand is het in staat om platina te corroderen.
Bismut(III)oxide is een typisch basevormend oxide: het lost niet op in een basische oplossing, maar vormt in zure oplossingen de overeenkomstige bismutzouten. Als voorbeeld kan het oplossen in zoutzuur en vloeizuur worden genomen:
{\displaystyle {\ce {Bi2O3 + 6 HCl -> 2 BiCl3 + 3 H2O}}}
{\displaystyle {\ce {Bi2O3 + 6 HF -> 2 BiF3 + 3 H2O}}}
Oxidatie met ammoniumpersulfaat en een verdunde oplossing van natriumhydroxide leidt tot vorming van bismuttetraoxide.
De elektrolyse van een basische oplossing van bismut(III)oxide leidt tot precipitatie van het rode bismut(V)oxide.

## Toepassingen
Bismut(III)oxide is zowel academisch als commercieel een belangrijke verbinding. Het kan gebruikt worden om zuiver bismut te verkrijgen. Dit gebeurt via een carbothermische reductie:
{\displaystyle {\ce {2Bi2O3 + 3C -> 3CO2 + 4Bi}}}
Verder wordt het gebruikt in de pyrotechniek om in vuurwerk het typische dragon's egg-effect te verkrijgen. Vroeger werd hiervoor loodtetraoxide gebruikt, maar vanwege de hoge toxiciteit van deze verbinding is dit niet meer in gebruik.
Het is een zeer interessante verbinding om te gebruiken in een solid oxide fuel cell (SOFC), omdat het een ionaire geleider is.